# Speothos pacivorus
Speothos pacivorus — вимерлий вид псових з роду Speothos пізнього плейстоцену. Це був родич нинішнього чагарникового пса. У порівнянні з чагарниковим псом S. pacivorus мав загальний більший розмір тіла, пряміший радіальний стрижень і другий нижній моляр з двома коренями.